# Iikansaari (ö i Norra Karelen)
Iikansaari är en ö i Finland. Den ligger i sjön Höytiäinen och i kommunerna Polvijärvi och Kontiolax och landskapet Norra Karelen, i den sydöstra delen av landet, 400 km nordost om huvudstaden Helsingfors. Öns area är 3,5 hektar och dess största längd är 340 meter i sydöst-nordvästlig riktning.